# ورسان شرى
ورسان شرى(الصومال: ورسان شرى، الإنجليزية:warsan shire, أول أغسطس 1988)هي كاتبة وشاعرة ومحررة ومدرسة صومالية مقيمة بلندن. حازت على جائزة الشعر الإفريقى من جامعة برونل، اختيرت ضمن قائمة من ستة مرشحين من أصل 655 متقدم.

## حياتها
ولدت في 1 أغسطس عام 1988 في كينيا لأبوين صوماليين، هاجرت شرى مع أبويها إلى المملكة المتحدة وهي في عامها الأول.و لديها أربعة أشقاء حصلت على بكالوريوس الآداب في الكتابة الإبداعية. وبدايةً من 2015, استقرت في لوس أنجلوس. في عام 2011, أصدرت «أعلم أمى كيف تلد», وهو ديوان شعرى نشرته دار flipped eye. على أن يتم نشر المجموعة الكاملة في 2016 بواسطة flipped eye أيضاً. 

و قد قامت ورسان شري بقراءة شعرها في عدة أماكن فنية على مستوى العالم، في المملكة المتحدة وإيطاليا وألمانيا وأمريكا الشمالية وجنوب أفريقيا وكينيا. وقد نشرت قصائدها في عدة مجلات أدبية منها poetry review و Magma و wasifiri. بالإضافة إلى ذلك، تم عرض قصائدها في كتاب  (Salt Book of Younger Poets (salt 2011 ومجموعةTen: The New Wave (Bloodaxe, 2014) collections.و تمت ترجمتها إلى العديد من اللغات منها الإيطالية والأسبانية والبرتغالية والسويدية والدنماركية والإستونية.
بدايةً من 2016, تعمل ورسان شرى على أول مجموعة شعرية كاملة لها، بعد أن نشرت إصدار محدود من قصيدة جسدها الأزرق في 2015. وتعمل كمحررة شعرية في مجلة SPOOK وتدّرس ورش عمل شعرية عالمياً ومن خلال الإنترنت لأغراض علاجية وجمالية.
و قد صُور شعرها في الألبوم الكامل لبيونسيه 2016 lemonade .و ظهر اهتمام نويلز كارتر بشعرها بعد تألقها في قصيدة «نساء يصعب حبهم».

## العوامل المؤثرة في حياتها
لم تعتمد ورسان شرى على تجاربها الشخصية فحسب بل أيضاً على تجارب وخبرات المقربين لها. حيث صرحت «إما أن أعرف أو أكون كل شخص كتبت عنه، له، أو باسمه. ولكنى أتخيلهم في مواقفهم الحميمة». وينصب اهتمامها الأساسى حول الكتابة عن أناس لم يسمع عنهم مثل المهاجرين واللاجئين وغيرهم من المهمشين. وقد رُوى عنها أيضاً«أنا أنبش كثيراً في الذاكرة، ذاكرتى وذاكرة أشخاصٍ آخرين محاولةً في الأساس أن أجد معنى للأشياء.» وبصفتها تنتمى إلى الجيل الأول من المهاجرين، فقد استخدمت شعرها في التواصل مع بلدها الأم، الصومال التي لم تذهب إليها قط. حيث تستفيد من كونها مهاجرة لنقل حياة هؤلاء الناس. وتستغل تجارب أقاربها وأفراد عائلتها لتصف معاناتهم في شعرها.

## الجوائز التي حازتها
حصلت على العديد من الجوائز لكتاباتها. في أبريل 2013, حصلت على جائزة جامعة برونل للشعر الإفريقى الافتتاحية., وهي جائزة خصصت للشعراء المنتظر منهم نشر ديوان كامل. وقد اختيرت ضمن لائحة من ستة مرشحين من أصل 655 متقدم.
في أكتوبر 2013, اختيرت ضمن لائحة قصيرة من ستة شعراء يافعين كأول شاعرة بلاط صغيرة بلندن.هذا التكريم كان جزءاً من برنامج spoke لمؤسسة تنمية تراث لندن، الذي يقوم على تعزيز الفن والثقافة بالحديقة الأوليمبية للملكة إليزابيث والمنطقة المحيطة.
في 2014, اختيرت كشاعرة أستراليا عن ولاية كوينزلاند بالتنسيق مع المركز المتأصل لأداء الفنون على مدار ستة أسابيع.

## أعمالها
- أعلم أمى كيف تلدFlipped eye, 2011), ISBN 1905233299)
- جسدها الأزرق, (flap pamphlet series, Flipped eye, 2015)
- ليمون lemonade: ألبوم مصور لبيونسيه 2016.

## وصلات خارجية
- السيرة الذاتية لورسان شرى.